# Kunsthistorisch Instituut (Utrecht)
Het Kunsthistorisch Instituut was een opleiding kunstgeschiedenis aan de Universiteit Utrecht. Het werd opgericht in 1907. De opleiding kunstgeschiedenis te Utrecht is later institutioneel samengevoegd met geschiedenis tot het Departement Geschiedenis en Kunstgeschiedenis.

## Geschiedenis
De opleiding in Utrecht was de eerste in zijn soort in Nederland, nadat in 1876 de Wet op het Hoger Onderwijs had bepaald dat kunstgeschiedenis een academische studie moest worden. In 1904 werd Johanna Goekoop-de Jongh privaatdocent en in 1907 werd Willem Vogelsang de eerste hoogleraar. Dit kon gebeuren dankzij de inspanningen van politicus en monumentenzorger Victor de Stuers. 

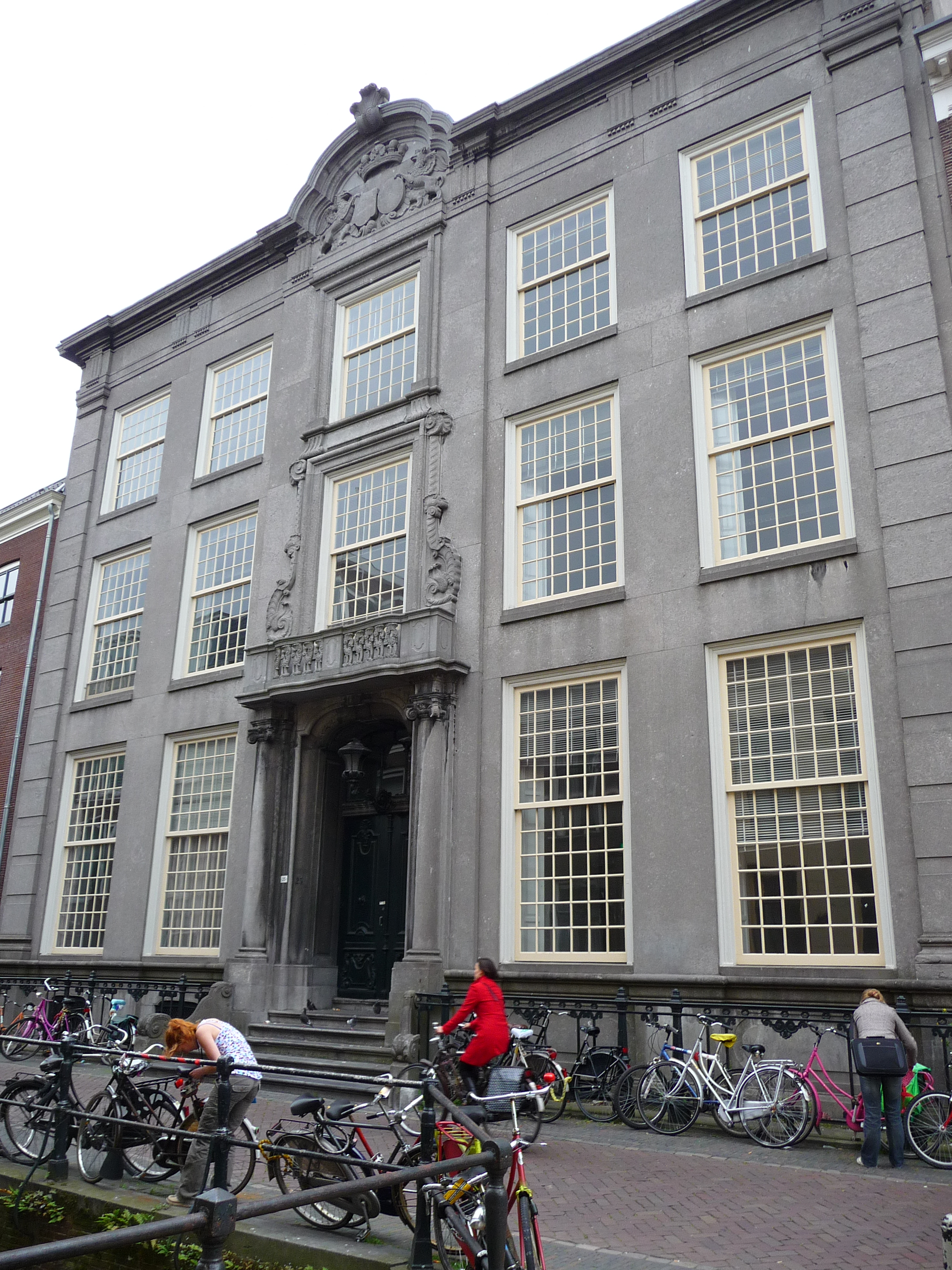
Drift 25 in Utrecht, vestiging van het Kunsthistorisch Instituut in de 20e eeuw

Aanvankelijk volgde het instituut de Duitstalige traditie, met name de opvattingen van de Zwitserse kunsthistoricus Heinrich Wölfflin. Er was veel aandacht voor de kunst van het vroege christendom en de middeleeuwen en zelfs voor het oude Egypte. Tot 1983 vormden kunstgeschiedenis en archeologie een enkele studierichting, maar Aziatische kunst viel onder de afdeling Indologische Studies (zie het werk van Frederik Bosch). Aanvankelijk kon kunstgeschiedenis alleen als bijvak, maar vanaf 1921 ook als hoofdvak worden gevolgd. Het instituut bouwde een omvangrijke studiecollectie op en leende schilderijen direct van het Rijksmuseum. Ook stond een collectie van kunstenaarsmaterialen (zoals bijzondere pigmenten) ter beschikking van de studenten.
De Tweede Wereldoorlog liet het Instituut niet ongeschonden: het gebouw werd geplunderd waarbij vooral de bibliotheek slachtoffer werd. Hoogleraren zoals Louis Grondijs, Friedrich Wilhelm von Bissing en Henri Peter Blok hadden reeds in de aanloop van de oorlog antisemitische en fascistische uitlatingen gedaan. Ook kunsthistoricus Vogelsang, die de loyaliteitsverklaring aan het Duitse gezag had ondertekend, moest zich na de bevrijding voor het universiteitsbestuur verantwoorden. 
Na 1945 werd de oriëntatie van het Instituut meer Amerikaans en de aandacht verschoof naar de vroegmoderne periode. Directeur Jan Gerrit van Gelder trok nieuwe docenten aan uit de US (William Heckscher) en het VK (Katharine Fremantle) en heette talrijke buitenlandse onderzoekers welkom, vooral uit Amerika. Vanaf de jaren 1960 kreeg de 'Utrechtse school' van de kunstgeschiedenis grote bekendheid door de succesvolle toepassing van de iconografische methode. Het Departement Geschiedenis en Kunstgeschiedenis van de Universiteit Utrecht werd beheerder van het Nederlands Interuniversitair Kunsthistorisch Instituut in Florence.
In 1983 werd de studievereniging Stichting Art opgericht die tweemaal per jaar het wetenschappelijke tijdschrift Article uitgeeft.

### Monumentenzorg aan de universiteit
Utrecht is reeds lang de academische partner voor de Rijksdienst voor het Cultureel Erfgoed. In 1927 was George Charles Labouchere de eerste die in Nederland promoveerde in de architectuurgeschiedenis. In 1933 werd een andere promovendus, Eugène van Nispen tot Sevenaer, directeur van de Rijksdienst. Tijdens de Tweede Wereldoorlog werden vier Utrechtse alumni (René de Beaufort, Ary de Vries, David Röell en Louis Wijsenbeek) door de geallieerden aangesteld als "Monuments Men" om zoveel mogelijk kunst en monumenten te redden van vernietiging door de Nazi's. In 1942 werd Labouchère benoemd tot lector en in 1947 werd Murk Daniël Ozinga, medewerker van de Rijksdienst, benoemd tot hoogleraar architectuurgeschiedenis aan het kunsthistorisch instituut. Architectuurgeschiedenis is een vast onderdeel van de bachelor- en masterprogramma's kunstgeschiedenis.

## Hoogleraren en docenten
Hoogleraren en docenten die aan het instituut en/of de opleiding kunstgeschiedenis verbonden waren zijn onder meer:
- Helen van den Berg-Noë
- Friedrich Wilhelm von Bissing
- Henri Peter Blok
- Rudi Ekkart
- Jan Emmens
- Katharine Fremantle
- Jan Gerrit van Gelder
- Johanna Goekoop-de Jongh
- Louis Grondijs
- William Heckscher
- Godefridus Johannes Hoogewerff
- Ina Isings
- Eddy de Jongh
- George Charles Labouchère
- Adi Martis
- Murk Daniël Ozinga
- Emil Reznicek
- Anna Roes
- Piet Swillens
- Willem Vogelsang
- Carl Wilhelm Vollgraf

Bekende eredoctores zijn Erwin Panofsky, Max Jakob Friedländer, Bram Hammacher en Jan Kalf.

## Bekende alumni/studenten
- René François Paul de Beaufort
- Sandra van Berkum
- Leonie van Bladel
- Carel Blotkamp
- Rens Bod
- Cathelijne Broers
- Ben Broos[7]
- Josua Bruyn[8]
- Jet van Dam van Isselt
- Carla Dik-Faber
- Gezienus ten Doesschate
- Coert Ebbinge Wubben
- Jacobus Engelbregt[9]
- Clara Engelen
- Sjarel Ex
- Maxim Februari
- Fred Gaasbeek
- Ine Gevers
- Kitty van Groningen
- Frans Haks
- Marlite Halbertsma
- Dirk Hannema
- Mariëtte Haveman
- Egbert Haverkamp-Begemann[10]
- Paul Hefting
- Victorine Hefting
- Herman Helle
- Bregje Hofstede
- Willem Jan Hoogsteder
- Elizabeth Houtzager[11][12][13]
- Béatrice Jansen
- Carla de Jonge[14]
- Willibrord Keesen
- Ralph Keuning
- Hanna Klarenbeek
- Meta Knol[15]
- Pyke Koch
- Wessel Krul
- Simon Levie
- Ger Luijten
- Remmet van Luttervelt[16]
- Aart Mekking
- Hanna Mobach
- Bianca du Mortier
- Jos de Mul
- Bernardine de Neeve
- Elisabeth Neurdenburg
- Jeltje van Nieuwenhoven
- Eugène Octave Marie van Nispen tot Sevenaer
- Prinses Irene van Oranje-Nassau
- Cyp Quarles van Ufford
- Iohan Quirijn van Regteren Altena
- Gerrit Rietveld
- David Röell
- Mary (Sis) van Rossem
- Eva Rovers
- Annie Salomons
- Jan Schouten
- Henk Schulte Nordholt
- Gary Schwartz
- Pieter Singelenberg[17][18]
- Derk Snoep
- Willemijn Stokvis
- Paul Taylor[19]
- Aleida Betsy Terpstra
- Frithjof van Thienen
- Evert van Uitert
- Twan Vet
- Pierre Vinken
- Joan Maria Willem van Voorst tot Voorst
- Ary de Vries
- Robbert Welagen
- Jan Nicolas van Wessem[20]
- Aukelien Weverling
- Clara Wichmann
- Erich Wichmann
- Lisa Wiersma
- Louis Wijsenbeek
- Johannes van der Wolk